# خیمی سوانه
خیمی سوانه (انگلیسی: Jaime Seoane؛ زادهٔ ۲۲ ژانویهٔ ۱۹۹۷) بازیکن فوتبال اهل اسپانیا است.
از باشگاه‌هایی که در آن بازی کرده‌است می‌توان به باشگاه فوتبال رئال مادرید اشاره کرد.